# Saro Marretta

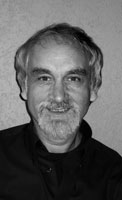
Saro Marretta, 2015

Saraccio „Saro“ Marretta (* 4. November 1940 in Ribera) ist ein italienisch-schweizerischer Schriftsteller. Er lebt in Spiegel bei Bern und ist Bürger von Italien und Dagmersellen (LU).

## Leben
Saro Marretta lebt seit seinem 23. Lebensjahr in der Schweiz. Er studierte Spanische Sprache und Literatur, Sprachwissenschaft und Italienische Sprache und Literatur an der Universität Bern und erwarb anschließend das Gymnasiallehrerpatent. Er arbeitete als Gymnasiallehrer am Gymnasium Köniz (Bern).

## Werk
Marretta verarbeitete seine ersten Erfahrungen als junger Lehrer in Frohwil, einem Dorf im Herzen der Schweiz, im Werk Piccoli italiani in Svizzera, welches vom Autor auch ins Deutsche übersetzt wurde. Im Jahr 2008 suchte er im Auftrag des Professors Armando Gnisci der Universität La Sapienza (Rom) die damals in die Geschichte einbezogenen Charaktere wieder auf, wodurch eine neue, mit Interviews ergänzte Version des Werkes entstand. Dank Piccoli italiani in Svizzera wurden ihm die italienischen Literaturnationalpreise Carlo Goldoni in Venedig (1971) und für die ergänzte 4. Auflage der Literaturnationalpreis in Pratola Peligna  als „Bestes Werk über die Auswanderungen“ zugesprochen.
Sein Werk Agli beinhaltet Gedichte und Lieder auf Deutsch, Italienisch, Schweizerdeutsch, Sizilianisch und wurde auch in den Vereinigten Staaten veröffentlicht. Die Gedichte aus Agli wurden vertont, unter anderem von den Komponisten Martin Derungs (Auf nach Narragonien, op. 79, 2002), Alfred Schweizer, Jean-Marie Geiser, Lukas Vogelsang, Yno Miraglia und Nino Rossano. Dank Agli gewann Marretta gleich drei Literatur-Goldmedaillen (Literaturnationalpreis Guido Modena in San Felice del Panaro, Modena (1977) und Valente Faustini in Piacenza (1977 und 1978), vergeben durch Gianluigi Beccaria von der Universität Turin).
Fast zeitgleich schrieb er mit Luisella Marretta den Bestseller Das Spaghettibuch mit Zeichnungen des Schweizer Karikaturisten Ted Scapa, welches auch auf Niederländisch erschien (Het complete Spaghetti Boek). Darauf folgten weitere Werke, u. a. die kurzen Ratekrimis Pronto, commissario?, Band 1 und 2 und Elementare, commissario.
Im Jahr 2004 wurde Marretta mit dem ersten Preis der Agrigentini in the world ausgezeichnet. Zwei Jahre später folgten die Ratekrimis La commissaria und Nuovi casi per la commissaria (beide mit Hörbuch), welche als Schultexte in mehr als 20 Ländern gelesen werden.
Zusammen mit dem Schriftsteller Daniel Himmelberger schrieb er im gleichen Jahr den Krimi Der Tod kennt keine Grenzen, der auch als Hörbuch mit der Stimme des Schauspielers Thomas Wingrich veröffentlicht wurde.
Im Auftrag des Goethe-Instituts und der Universität Palermo wurde im Jahr 2006 der Dokumentarfilm Tracce scritte auf Italienisch und Deutsch über die Entstehung des im Jahr 2008 erschienenen Krimis Die letzte Reise nach Palermo gedreht.

## Auszeichnungen
- Literaturnationalpreis Carlo Goldoni in Venedig (1971) für das Werk Piccoli italiani in Svizzera.
- A.S.L.A. Associazione Siciliana per le Lettere e le Arti – Premio della Presidenza del consiglio dei Ministri per la cultura – Premio Decennale di Benemerito della Cultura, Palermo, 1975.
- Premio di poesia dialettale Valente Faustini in Piacenza für den Gedichtband Agli (Goldmedaille 1977 und 1978), Literaturnationalpreis
- Premio nazionale di letteratura Pogliano Milanese, Milano, 1977, Literaturnationalpreis
- Goldmedaille - Medaglia d’oro Poesia dialettale Guido Modena in San Felice del Panaro, Modena, 1977.
- Premio internazionale di lettere, arti, scienze Villa Alessandra, diploma e grande medaglia, Alanno, 1977.
- Primo Premio letterario città di Novara, premio speciale per la narrativa, 1977.
- Literaturnationalpreis für die beste Erzählung - Premio Letterario Mede (Pavia), premio speciale sezione narrativa, 1977.
- Premio Letterario nazionale “P. Borgognoni”, Premio dei commercianti per la narrativa, 1979.
- Agrigentini in the world (festa del mandorlo in fiore), premio alla carriera, Agrigent, 2004.
- Primo Premio Internazionale Emigrazione (Pratola Peligna - Universität L’Aquila, 2008) für das beste Werk über die Auswanderung: Piccoli italiani in Svizzera.

## Werke
- Piccoli italiani in Svizzera. Francke, Bern 1968. 4. Ergänzte Auflage: Cosmo Iannone, Isernia 2008.
- Oliven wachsen nicht im Norden. Benteli, Bern 1970.
- Vokabular zu Piccoli italiani in Svizzera. Carosello und Haupt, Bern 1980.
- Vocaboulaire pour Piccoli italiani in Svizzera. Carosello und Haupt, Bern 1980.
- Popò Tatà Pipì. Erzählungen. Lugano 1970.
  - Popò Tatà Pipì. 2. Auflage unter dem Titel Le doppie verità. Book, Bologna und Carosello, Bern 1989.
- Popò Tatà Pipì. Deutsche Übersetzung unter dem Titel Sizilien, auf der Autobahn in die Antike. Mit Zeichnungen von Alex Zürcher, Bern 1995.
- Il paese finiva alla stazione / Am Ende stand der Bahnhof. Zweisprachige Ausgabe (Italienisch und Deutsch), Benteli, Bern 1977.
- 50 anni Casa d’Italia Berna, con foto d’epoca – 50 Jahre Casa d’Italia Bern, mit Fotos aus den früheren Zeiten. (Italienisch und Deutsch.) Sonderausgabe Casa d’Italia, Bern 1987.
- Catalogo degli scrittori di lingua italiana in Svizzera / Katalog der italienischsprachigen SchriftstellerInnen in der Schweiz / Catalogue des ecrivains de langue italienne en Suisse. Bern 1991.
- Colori, forme e poesie. Omaggio della città di Ribera / Hommage der Stadt Ribera (Agrigento) an / a Saro Marretta. Antologia di liriche, Ribera (Agrigento) 2003.
- Ciao Sicilia, ciao Berna – Bern grüsst Sizilien, Sizilien grüsst Bern. (Antologia con testi di autori di Berna a cura di Saro Marretta – Eine Anthologie auf Italienisch und Deutsch mit Texten von Bernerinnen- und Bernerautoren), Vorwort von Andrea Camilleri. Massimo Lombardo editore, Agrigento 2004.
- Agli, Gedichte und Lieder auf Deutsch, Italienisch, Schweizerdeutsch, Sizilianisch. Bern 1982. 
  - Übersetzung auf Englisch: Agli, Forham University, New York (USA), 2009.

### Kurzratekrimis auf Italienisch
- Allegro Svizzero. Carosello und Haupt, Bern 1976.
- La barzellettissima. Mit Vokabular auf Deutsch und Französisch. Carosello und Haupt, Bern 1976.
- La spaghettissima. Mit Vokabular auf Deutsch und Französisch. Carosello und Haupt, Bern 1977.
- Chi è l’assassino? 18 gialle quiz con soluzioni – 18 Ratekrimis mit Lösungen und Vokabular auf Deutsch und Französisch. Carosello und Haupt, Bern, 3. Auflage 1982.
- Pronto, commissario? Band 1. 16 gialle quiz con soluzioni – 16 Ratekrimis mit Lösungen. Bonacci, Rom und Klett, Stuttgart 1997.
- Pronto, commissario? Band 2. 16 gialle quiz con soluzioni – 16 Ratekrimis mit Lösungen. Bonacci, Rom und Klett, Stuttgart 1997.
- Elementare, commissario! 8 gialle quiz con soluzioni – 8 Ratekrimis mit Lösungen. Bonacci, Rom und Klett, Stuttgart, 1997, 2002.
- La commissaria. Mit Hörbuch. 12 gialle quiz con soluzioni – 12 Ratekrimis mit Lösungen. Alma, Florenz und Hueber, 85737 Ismaning D, 2006.
- Nuovi casi per la commissaria. Mit Hörbuch - 10 gialle quiz con soluzioni – 10 Ratekrimis mit Lösungen. Alma, Florenz und Hueber, Ismaning 2006.

### Krimiromane (mit Daniel Himmelberger)
- Der Tod kennt keine Grenzen (La morte non conosce confini). Pendragon, Bielefeld, 2006.
  - Der Tod kennt keine Grenzen. Hörbuch gelesen von Thomas Wingrich, Radioropa, Daun 2008.
  - Der Tod kennt keine Grenzen. dp DIGITAL PUBLISHERS, Stuttgart 2017 (E-Book)
- Die letzte Reise nach Palermo (L‘ultimo viaggio a Palermo). Pendragon, Bielefeld D, 2008.
  - Die letzte Reise nach Palermo. dp DIGITAL PUBLISHERS, Stuttgart 2017 (E-Book)
- Tracce scritte. Film auf Deutsch und Italienisch über die Entstehung des im Jahre 2008 erschienenen Krimis Die letzte Reise nach Palermo. (Pendragon, Bielefeld.)
- Der Tod kennt keine Grenzen. dp Digital Publishers, Stuttgart 2017 (E-Book)
- Spurensuche - Kriminalroman, tredition 2021
- Die Leiche im Schnee - 46 Kurzkrimis, tredition 2023

### Kulinarisches (mit Luisa Marretta)
- Das Spaghettibuch. Mit Cartoons von Scapa, Benteli, Bern 1973.
  - Het complete Spaghetti Boek. Uitgeverij Luithingh, Laren N.H. 1973.
- Das Pizzabuch. Mit Cartoons von Scapa. Benteli, Bern 1974.
- Das Maisbuch. Mit Cartoons von Scapa. Benteli, Bern 1975.
- Das Fühstücksbuch. Mit Cartoons von Scapa. Benteli, Bern 1976.
- Spaghetti und Pizza. Doppelband mit Cartoons von Scapa, Benteli, Bern, 1978.

### Beiträge in Anthologien (Auswahl)
- Il pane degli altri. Rolf Mäder, Erzählungen. Haupt, Bern 1972.
- Die Familie auf dem Schrank. Kindergeschichten. Anrich, Neunkirchen, Odelwald 1975.
- Mutz. Erzählungen. Berner Schriftsteller Verein, Bern 1989.
- Lamellimelo. Erzählungen, auf Französisch. Stor Ag, Bern 1990.
- Berner Jahrbuch 1992. Essay. Benteli, Bern 1992.
- Bilder im Kopf. Gedichte. Verlagsinstitut für Lehrmittel, Zürich 1995.
- Scrittori allo specchio, trent’anni di testimonianze letterarie italiane in Svizzera. Giovanna Meyer Sabino, Vibo Valentia 1997.
- Berner Texte. Erzählung. AutorInnen Verlag, Bern 2002.
- Colori, forme e poesie. Gedichte. Pro Loco Ribera, Ribera (Agrigent) 2003.

## Vertonungen aus dem Gedichtband „Agli“
- Yno Miraglia canta Saraccio. Longplay und Cassette, Deutsch Gold Records 11174, Dübendorf (CH), 1982.
- Mi domando, Canta Yno Miraglia. Longplay, Exit 45114 Viteka Ag, Dübendorf (CH), 1983.
- Canzoni della Sicilia. neue Auflage von Agli in CD, MA 80009 und Kassette LC 800009, Dübendorf (CH), 1991.
- Martin Derungs: Auf nach Narragonien, op. 79, Suite für Orchester (2,2,2,2 - 2,2,0,0) - Pke, Schlgz - Str (min. 6,5,4,4,3)) und Kinderchor. 2002.
- Abbassare il capo, primo, Abbassare il capo, secondo composizioni ambisoniche di / ambisonische Bandstücke von Lukas Vogelsang, Alfred Schweizer und Jean-Marie Geiser (mit Zeichnungen von Eugen Bachmann). Schweiz 2008.
- Colori senza colori. CD aus Agli, in Italian eyes. Vat III production (732 – 603-9144) 28 fishel road, - tenore Nino Rossano, Edison NJ-08820, USA 2008.